# انحلال آمریکا
انحلال آمریکا (Dissolution of the United States) اشاره به فروپاشی احتمالی ایالات متحده آمریکا دارد. در سال ۲۰۰۵، برژینسکی به نقل از آرنولد توینبی (مورخ انگلیسی)، سقوط هر امپراتوری را به دلیل اقدامات اشتباه رهبران آن اجتناب ناپذیر دانست. به گفته وی، در نتیجه اقدامات غیر معقول رئیس‌جمهور جورج دبلیو بوش (به راه انداختن جنگ در عراق، سیاست های اقتصادی ناموفق)، سایر کشورها با ایجاد اتحاد منطقه ای خود به دنبال خارج شدن از نفوذ ایالات متحده هستند. مجموعه این اقدامات در آینده می تواند سبب انحلال و گسست جغرافیایی و تجزیه این کشور شود.
همچنین باید توجه کرد ایده و پیش‌بینی انحلال آمریکا، طی دو قرن اخیر همواره مطرح شده است و در سال های اخیر تاکنون در نظرات کارشناسان همچنان ادامه دارد.